# Italiensk for begyndere
Italiensk for begyndere (en danès Italià per a principiants) és una comèdia romàntica danesa del 2000 dirigida per Lone Scherfig i protagonitzada per Anders W. Berthelsen, Lars Kaalund i Peter Gantzler. La pel·lícula es va realitzar seguint els austers principis del moviment Dogma 95, incloent càmeres manuals i il·luminació natural i es va venir a dir Dogme XII. No obstant això, en contrast amb la majories de les pel·lícules Dogma, normalment de to seriós o patibulari, Italiensk for begyndere és una comèdia lleugera que a més va arribar a recaptar al voltant de 500.000 € (~600.000 $) convertint-se en el film escandinau més rendible. També és una de les pel·lícules preferides de la seva directora.
Al maig de 2010, es va revelar oficialment que Scherfig "va prendre prestada" part de la seva trama de la novel·la irlandesa Evening Class de Maeve Binchy. Zentropa va acordar pagar una indemnització no revelada a Binchy.

## Sinopsi
Tres homes i tres dones solters amb vides estressants o infelices s'apunten a un curs d'italià en un llogaret danès, que els serveix per a enfrontar la seva aflicció davant la pèrdua o la solitud. Quan el professor mor d'un atac al cor, aquests alumnes trien a l'alumne que més sap per a continuar impartint la classe.

## Repartiment
- Anders W. Berthelsen... Andreas
- Anette Støvelbæk... Olympia
- Ann Eleonora Jørgensen... Karen
- Peter Gantzler... Jørgen Mortensen
- Lars Kaalund... Hal-Finn, "Finlaudrup"
- Sara Indrio Jensen... Giulia
- Karen-Lise Mynster... Kirsten
- Rikke Wölck... Lise, la enfermera
- Elsebeth Steentoft... empleada de la iglesia
- Bent Mejding... Reverendo Wredmann
- Lene Tiemroth... La madre de Karen
- Claus Gerving... Klaus Graversen
- Jesper Christensen... Padre de Olympia

## Premis
El film va guanyar el Premi del Jurat i el Premi FISPRECI del 51è Festival Internacional de Cinema de Berlín. També va obtenir el premi a la millor pel·lícula a la Seminci de Valladolid i el premi del públic al Festival Internacional de Cinema de Varsòvia, a més d'un dofí d'or a la millor pel·lícula al Festróia en 2001. També fou nominada al Goya a la millor pel·lícula europea.